# Tiny Toon Adventures: How I Spent My Vacation
Tiny Toon Adventures: How I Spent My Vacation é um longa-metragem de animação produzido em 1991 e lançado em 1992, baseado na série Tiny Toon Adventures de Steven Spielberg.

## Sinopse
Começam as tão esperadas férias de verão dos Tiny Toons. O filme as retrata sob o ponto de vista de cada personagem:
- Lilica e Perninha travam uma guerra de pistolas de água que acaba inundando a cidade de Acme Acres. Eles acabam parando no sul onde Lilica quase vira jantar de uma família de gambás e Perninha quase se casa com um trio de crocodilas gordas.

- Plucky deseja ir com a família de Presuntinho para o tão sonhado parque de diversões Felizlândia. O problema é que a viagem é muito maçante e no final eles somente fazem um tour pelo parque, sem brincar nos brinquedos, o que deixa Plucky muito irritado.

- Fanhinho quer levar Leiloca para assistir pela centésima vez o filme Skunknophobia (uma paródia do filme Arachnophobia, do próprio Spielberg), e como ele é muito tagarela, acaba contando a sinopse do filme em plena sessão de cinema.

- Fifi quer um autógrafo do astro Johnny Pew, busca ele num hotel e acabam marcando um encontro para assistir ao mesmo filme Skunknophobia em que ele estrelou, mas Johnny acaba dando autógrafo a outra fã.

- Felícia se perde numa reserva florestal e acaba encontrando vários felinos selvagens para apertar até sufocarem. Nem mesmo os leões escapam.